# Die Amigos
Die Amigos est un groupe allemand de Volkstümliche schlager, originaire de Villingen.

## Histoire
En 1970, Bernd Ulrich et son frère aîné de deux ans Karl-Heinz Ulrich créent avec Rudi Lang et Günther Zimmer un groupe qui joue à ses débuts dans les villes et les villages voisins. Lang quitte le groupe en 1980 et Zimmer meurt en 1985. En 1986, un homme d'affaires de Cologne les entend en concert et leur propose d'enregistrer un CD. Après des revers et des réactions négatives à leurs démos, les labels Bellaphon à Francfort et Tyrolis en Autriche les fait signer un contrat. Après deux disques, le groupe décide ensuite de se contenter des spectacles. Encouragé par ses fans, il retourne en studio.
Aux claviers en concert depuis 1985, Witold Piwonski fait un grave AVC en 2000. Après avoir cherché un remplaçant, on décide finalement que Karl-Heinz Ulrich s'occupera aussi des claviers et Daniela Alfinito, la fille de Bernd Ulrich, renforcera le groupe en tant que choriste.
En 2006, Die Amigos obtiennent enfin de grands succès grâce à leurs fans en Allemagne, en Autriche, en Suisse, aux Pays-Bas et au Canada. Ils se produisent au Achims Hitparade et gagnent à la fin de l'année le titre de « Musikantenkönig », avec 20 % des votes. En janvier 2007, ils passent dans Krone der Volksmusik. Ils sont nommés pour l'Echo dans la catégorie « Schlager ». Après d'autres nominations les années suivantes, ils gagnent en 2011 celui dans la catégorie « Volkstümliche Musik ». De 2009 à 2012, des émissions de Krone der Volksmusik leur sont consacrées.
En juin 2013, le groupe annonce avoir signé avec le label Ariola.

## Discographie (albums)
- 1989 : Liebe und Sehnsucht
- 1990 : Alles Liebe, alles Gute
- 1994 : Sehnsucht in ihrem Herzen
- 1996 : Sterne von Santa Monica
- 2000 : Zwischen Liebe und Wahnsinn
- 2002 : Herz an Herz
- 2004 : Ich steh’ wieder auf
- 2005 : …durchs Feuer
- 2007 : Der helle Wahnsinn
- 2008 : Ein Tag im Paradies
- 2009 : Sehnsucht, die wie Feuer brennt
- 2010 : Weißt du, was du für mich bist?
- 2011 : Mein Himmel auf Erden
- 2012 : Bis ans Ende der Zeit
- 2013 : Im Herzen Jung
- 2014 : Unvergessene Schlager
- 2014 : Sommerträume
- 2015 : Santiago Blue
- 2016 : Wie ein Feuerwerk
- 2017 : Zauberland
- 2018 : 110 Karat
- 2019 : Babylon
- 2020 : Tausend Träume

## Saource de la traduction
- (de) Cet article est partiellement ou en totalité issu de l’article de Wikipédia en allemand intitulé « Die Amigos » (voir la liste des auteurs).